# Ministerio de Educación (Chile)
El Ministerio de Educación de Chile (más conocido por su acrónimo, Mineduc) es el ministerio de Estado encargado de fomentar el desarrollo de la educación en todos sus niveles; asegurar a toda la población el acceso a la educación básica; estimular la investigación científica y tecnológica y la creación artística, la protección e incremento del patrimonio cultural de la Nación. Del mismo modo, esta institución es la llamada a velar por los derechos de todos los estudiantes, tanto de establecimientos públicos como privados. El actual ministro de la cartera es el profesor Nicolás Cataldo, quien ejerce el cargo desde el 16 de agosto de 2023, bajo el gobierno de Gabriel Boric.
Es función del Ministerio de Educación que el sistema integrado por los establecimientos educacionales financiado con recursos públicos «provea una educación gratuita y de calidad, fundada en un proyecto educativo público laico, respetuoso y pluralista, que permita el acceso a toda la población y que promueva la inclusión social y la equidad».

## Historia
Se inició en 1837 como parte del Ministerio de Justicia, Instrucción y Culto siendo su primer ministro Diego Portales. En esos años el ministerio se encargó de supervisar las instituciones educacionales tales como el Instituto Nacional General José Miguel Carrera y la Universidad de Chile. Desde 1887 se denominó Ministerio de Justicia e Instrucción Pública.
Recién en 1927 se creó el Ministerio de Educación Pública, separado del Ministerio de Justicia, pasando a ser su responsabilidad la educación primaria, la educación secundaria, la educación profesional, las bibliotecas, los archivos y los museos.
Durante el gobierno del presidente Eduardo Frei Montalva se crearon las instituciones dependientes de Ministerio de Educación: la Junta Nacional de Auxilio Escolar y Becas (JUNAEB), el Centro de Perfeccionamiento, Experimentación e Investigaciones Pedagógicas (CPEIP) y la Junta Nacional de Jardines Infantiles (JUNJI).
En 1990, la ley 18956 —una de las últimas dictadas por la dictadura militar de Augusto Pinochet— reorganizó esta cartera de Estado, pasando a llamarse Ministerio de Educación. En 1992 —durante el gobierno de Patricio Aylwin— se creó el proyecto Enlaces, el cual en 2005 pasó a ser un Centro de Educación y Tecnología.
Luego, durante el gobierno de Eduardo Frei Ruiz-Tagle, en 1998, como parte de la reformas a la educación media, se creó la Unidad de Currículum y Evaluación. Bajo la presidencia de Michelle Bachelet, en 2009 se anunció la creación de la Secretaría Ejecutiva de Educación Técnico Profesional.
Posteriormente, bajo el primer gobierno de Sebastián Piñera, en 2011 se creó la Secretaría Ejecutiva de Primera Infancia, bajo la dirección de la Subsecretaría de Educación, cuyo objetivo es «coordinar de manera integral y a nivel nacional los esfuerzos realizados por la Junji, Integra y el Mineduc». Luego, durante el segundo gobierno de Michelle Bachelet, en 2015 se potenció la importancia de la educación preescolar con la creación de una subsecretaría para este sector, a través de la ley 20385.
Con la creación en 2018 del Ministerio de Ciencia, se traspasó la Comisión Nacional de Investigación Científica y Tecnológica (CONICYT) a dicho ministerio. Asimismo con la creación —en el mismo año— del Ministerio de las Culturas, las Artes y el Patrimonio, el Consejo Nacional de la Cultura y las Artes (CNCA), pasó a depender de ese organismo.

## Organización

### Subsecretaría de Educación
Actualmente esta Subsecretaría está organizada con las siguientes divisiones:
- División de Educación General
- Centro de Perfeccionamiento, Experimentación e Investigaciones Pedagógicas (CPEIP)
- División de Administración General
- División de Planificación y Presupuesto
- División Jurídica

Además:
- Becas Chile
- Centro de Innovación
- Unidad de Currículum y Evaluación
- Unidad de Subvenciones
- Secretaría Ejecutiva de Educación Técnico Profesional[10]
- Secretaría Ejecutiva de Primera Infancia

Territorialmente, cuenta con Secretarías Regionales Ministeriales (Seremi's) en cada una de las 16 regiones y con direcciones provinciales para atender al sistema educativo.

### Nuevas instituciones
Debido a la aprobación de la ley de Aseguramiento de la Calidad de la Educación (Ley N.º 20.529), en agosto de 2011, se modificaron las funciones del ministerio. Se agregan algunas y otras pasan a dos nuevos organismos. El primero se llama "Agencia de Calidad de la educación" y el otro "Superintendencia de Educación" y ambos empezaron a operar durante el 2012. Además, el Consejo Superior de Educación fue reemplazado por el Consejo Nacional de Educación.

#### Consejo Nacional de Educación
Es un organismo formado por 15 miembros que representan diversos sectores de la sociedad y del sistema educacional. Su función es revisar y aprobar las bases curriculares y los nuevos planes de estudio del sistema escolar, los que serán propuestos por el Ministerio. También aprobarán los estándares de aprendizaje. Desde 2021 está presidido por María de la Luz Budge.

#### Agencia de Calidad
Es una agencia encargada de evaluar y orientar al sistema para que propenda a la calidad y equidad de la educación. Será quien evaluará a los establecimientos y fiscalizará a los que no tengan un desempeño adecuado. Empezó a operar en el segundo semestre del 2012.

#### Superintendencia de Educación Escolar
Es un organismo que fiscalizará el sistema escolar para que todas las escuelas y colegios cumplan la normativa y usen correctamente los fondos provenientes de la subvención escolar. Tendrá mayores atribuciones para sancionar. Empezó a funcionar en septiembre de 2012.

#### Dirección de Educación Pública
Es un servicio público centralizado, al cual le corresponde la conducción y la coordinación del Sistema de Educación Pública, velando para que los Servicios Locales provean una educación de calidad en todo el territorio nacional.

### Subsecretaría de Educación Parvularia
Fue creada en 2015 por la ley 20835, que busca potenciar el desarrollo del nivel preescolar. Esta nueva unidad tiene como función modernizar la institucionalidad y entregar más calidad y seguridad a los niños y niñas que asisten a salas cunas, jardines infantiles y colegios que tienen este tipo de enseñanza.

### Subsecretaría de Educación Superior
Fue creada en 2018 por la Ley n.º 21.091 del 29 de mayo de 2018, y entró en vigencia el 1 de agosto de 2019, Esta subsecretaría tiene como objetivo elaborar, coordinar, ejecutar y evaluar políticas y programas para la educación superior, especialmente en materias destinadas a su desarrollo, promoción, internacionalización y mejoramiento continuo, tanto en el subsistema universitario como en el técnico profesional.

### Servicios descentralizados
Los servicios descentralizados son organismos que tienen personalidad jurídica y patrimonio propio, que ejecutan tareas específicas y que reportan al ministro respectivo. En el caso de Educación, estos son:
- Junta de Auxilio Escolar y Becas (JUNAEB)
- Junta Nacional de Jardines Infantiles (JUNJI)
- Servicios Locales de Educación Pública (SLEP)

## Presupuesto
El presupuesto total para el Ministerio se determina anualmente por el Congreso Nacional. La siguiente tabla muestra los montos aprobados en millones de pesos (MM$) año a año, durante la última década bajo las presidencias de Sebastián Piñera y Michelle Bachelet; desde 2011 hasta 2020.
|                 | 2011      | 2012      | 2013      | 2014      | 2015      | 2016      | 2017      | 2018       | 2019       | 2020       |
| --------------- | --------- | --------- | --------- | --------- | --------- | --------- | --------- | ---------- | ---------- | ---------- |
| Monto (MM$)     | 5 358 316 | 5 827 839 | 6 592 848 | 6 856 400 | 7 756 058 | 8 728 720 | 9.264.059 | 10.031.616 | 10.749.250 | 11.352.766 |
| Crecimiento (%) | 25,4%     | 10,8%     | 13,1%     | 4,0%      | 13,1%     | 12,5%     | 6,1%      | 8,3%       | 7,2%       |            |

## Listado de ministros
- Partidos:

     – Independiente (Ind.)
     – Partido Radical (PR)
     – Militar
     – Partido Nacional (PN)
     – Partido Liberal (PL)
     – Partido Liberal Unido (PLU)
     – Partido Socialista de Chile (PS)
     – Falange Nacional (FN)
     – Partido Socialista Auténtico (PSA)
     – Partido Femenino de Chile (PF)
     – Partido Agrario Laborista (PAL)
     –  Partido Demócrata Cristiano (PDC)
     – Partido Por la Democracia (PPD)
     – Unión Demócrata Independiente (UDI)
     – Renovación Nacional (RN)
     – Convergencia Social (CS)
     – Revolución Democrática (RD)
     – Frente Amplio (FA)
     – Partido Comunista de Chile (PCCh)
| N°. | Titular | Titular                           | Partido | Inicio                   | Final                    | Presidente | Presidente                           |
| --- | ------- | --------------------------------- | ------- | ------------------------ | ------------------------ | ---------- | ------------------------------------ |
| 1   |         | Juan Eduardo Barrios Hudtwalcker  | Ind.    | 17 de noviembre de 1927  | 17 de octubre de 1928    |            | Carlos Ibáñez del Campo              |
| 2   |         | Pablo Ramírez Rodríguez           | PR      | 17 de octubre de 1928    | 11 de marzo de 1929      |            | Carlos Ibáñez del Campo              |
| 3   |         | Mariano Navarrete Ciris           | Militar | 11 de marzo de 1929      | 5 de agosto de 1930      |            | Carlos Ibáñez del Campo              |
| 4   |         | Bartolomé Blanche Espejo          | Militar | 5 de agosto de 1930      | 26 de octubre de 1930    |            | Carlos Ibáñez del Campo              |
| 5   |         | Alberto Edwards Vives             | PN      | 26 de octubre de 1930    | 28 de abril de 1931      |            | Carlos Ibáñez del Campo              |
| 6   |         | Gustavo Lira Manso                | Ind.    | 28 de abril de 1931      | 13 de julio de 1931      |            | Carlos Ibáñez del Campo              |
| 7   |         | José Manuel Ríos Arias            | PL      | 13 de julio de 1931      | 22 de julio de 1931      |            | Carlos Ibáñez del Campo              |
| 8   |         | Miguel Letelier Espínola          | PN      | 22 de julio de 1931      | 23 de julio de 1931      |            | Carlos Ibáñez del Campo              |
| -   |         | Gustavo Lira Manso                | Ind.    | 23 de julio de 1931      | 26 de julio de 1931      |            | Carlos Ibáñez del Campo              |
| 9   |         | Pedro Godoy Pérez                 | Ind.    | 26 de julio de 1931      | 27 de julio de 1931      |            | Pedro Opazo (Interino)               |
| -   |         | Pedro Godoy Pérez                 | Ind.    | 27 de julio de 1931      | 20 de agosto de 1931     |            | Juan Esteban Montero (Interino)      |
| -   |         | Pedro Godoy Pérez                 | Ind.    | 20 de agosto de 1931     | 3 de septiembre de 1931  |            | Manuel Trucco Franzani (Interino)    |
| 10  |         | Leonardo Guzmán Cortés            | PR      | 3 de septiembre de 1931  | 15 de noviembre de 1931  |            | Manuel Trucco Franzani (Interino)    |
| 11  |         | Santiago Labarca Labarca          | PR      | 15 de noviembre de 1931  | 7 de abril de 1932       |            | Juan Esteban Montero                 |
| 12  |         | Alfredo Guillermo Bravo Zamora    | PR      | 7 de abril de 1932       | 5 de junio de 1932       |            | Juan Esteban Montero                 |
| 13  |         | Eugenio González Rojas            | Ind.    | 5 de junio de 1932       | 17 de junio de 1932      |            | República Socialista                 |
| 14  |         | Carlos Soto Rengifo               | ¿?      | 17 de junio de 1932      | 8 de julio de 1932       |            | República Socialista                 |
| -   |         | Carlos Soto Rengifo               | ¿?      | 8 de julio de 1932       | 1 de agosto de 1932      |            | Carlos Dávila (República Socialista) |
| 15  |         | Luis David Cruz Ocampo            | Ind.    | 1 de agosto de 1932      | 14 de septiembre de 1932 |            | Carlos Dávila (República Socialista) |
| -   |         | Luis David Cruz Ocampo            | Ind.    | 14 de septiembre de 1932 | 4 de octubre de 1932     |            | Bartolomé Blanche (Provisional)      |
| 16  |         | Alberto Coddou Ortiz              | PR      | 4 de octubre de 1932     | 24 de diciembre de 1932  |            | Abraham Oyanedel (Provisional)       |
| 17  |         | Domingo Durán Morales             | PR      | 24 de diciembre de 1932  | 19 de abril de 1934      |            | Arturo Alessandri                    |
| 18  |         | Osvaldo Vial Vial                 | PL      | 19 de abril de 1934      | 26 de agosto de 1935     |            | Arturo Alessandri                    |
| 19  |         | Francisco Garcés Gana             | PL      | 26 de agosto de 1935     | 24 de marzo de 1937      |            | Arturo Alessandri                    |
| 20  |         | Guillermo Correa Fuenzalida       | PL      | 24 de marzo de 1937      | 24 de diciembre de 1938  |            | Arturo Alessandri                    |
| 21  |         | Rudecindo Ortega Mason            | PR      | 24 de diciembre de 1938  | 8 de febrero de 1940     |            | Pedro Aguirre Cerda                  |
| 22  |         | Juan Antonio Iribarren Cabezas    | PR      | 8 de febrero de 1940     | 10 de junio de 1941      |            | Pedro Aguirre Cerda                  |
| 23  |         | Raimundo del Río Castillo         | PL      | 10 de junio de 1941      | 6 de octubre de 1941     |            | Pedro Aguirre Cerda                  |
| 24  |         | Ulises Vergara Osses              | PR      | 6 de octubre de 1941     | 10 de octubre de 1941    |            | Pedro Aguirre Cerda                  |
| -   |         | Ulises Vergara Osses              | PR      | 10 de octubre de 1941    | 2 de abril de 1942       |            | Jerónimo Méndez (Interino)           |
| 25  |         | Oscar Bustos Aburto               | PR      | 2 de abril de 1942       | 21 de octubre de 1942    |            | Juan Antonio Ríos                    |
| 26  |         | Benjamín Claro Velasco            | PR      | 21 de octubre de 1942    | 7 de junio de 1943       |            | Juan Antonio Ríos                    |
| 27  |         | Enrique Marshall Herrera          | Ind.    | 7 de junio de 1943       | 1 de septiembre de 1943  |            | Juan Antonio Ríos                    |
| -   |         | Benjamín Claro Velasco            | PR      | 1 de septiembre de 1943  | 6 de octubre de 1944     |            | Juan Antonio Ríos                    |
| -   |         | Enrique Marshall Herrera          | Ind.    | 6 de octubre de 1944     | 14 de mayo de 1945       |            | Juan Antonio Ríos                    |
| -   |         | Juan Antonio Iribarren Cabezas    | PR      | 14 de mayo de 1945       | 3 de febrero de 1946     |            | Juan Antonio Ríos                    |
| -   |         | Benjamín Claro Velasco            | PR      | 3 de febrero de 1946     | 6 de septiembre de 1946  |            | Juan Antonio Ríos                    |
| 28  |         | Humberto Enríquez Frödden         | PR      | 6 de septiembre de 1946  | 3 de noviembre de 1946   |            | Alfredo Duhalde (Interino)           |
| 29  |         | Alejandro Ríos Valdivia           | PR      | 3 de noviembre de 1946   | 2 de agosto de 1947      |            | Gabriel González Videla              |
| 30  |         | Enrique Molina Garmendia          | Ind.    | 2 de agosto de 1947      | 7 de julio de 1948       |            | Gabriel González Videla              |
| 31  |         | Ulises Vergara Osses              | PR      | 7 de julio de 1948       | 22 de julio de 1948      |            | Gabriel González Videla              |
| 32  |         | Armando Mallet Simonetti          | PS      | 22 de julio de 1948      | 7 de febrero de 1950     |            | Gabriel González Videla              |
| 33  |         | Manuel Rodríguez Valenzuela       | Ind.    | 7 de febrero de 1950     | 27 de febrero de 1950    |            | Gabriel González Videla              |
| 34  |         | Bernardo Leighton Guzmán          | FN      | 27 de febrero de 1950    | 4 de febrero de 1952     |            | Gabriel González Videla              |
| 35  |         | Eliodoro Domínguez Domínguez      | PSA     | 4 de febrero de 1952     | 29 de julio de 1952      |            | Gabriel González Videla              |
| -   |         | Luis David Cruz Ocampo            | Ind.    | 29 de julio de 1952      | 3 de noviembre de 1952   |            | Gabriel González Videla              |
| 36  |         | María Teresa del Canto Molina     | PF      | 3 de noviembre de 1952   | 1 de abril de 1953       |            | Carlos Ibáñez del Campo              |
| 37  |         | Juan Gómez Millas                 | PAL     | 1 de abril de 1953       | 14 de agosto de 1953     |            | Carlos Ibáñez del Campo              |
| 38  |         | Oscar Fenner Marín                | Militar | 14 de agosto de 1953     | 14 de octubre de 1953    |            | Carlos Ibáñez del Campo              |
| -   |         | Juan Eduardo Barrios Hudtwalcker  | Ind.    | 14 de octubre de 1953    | 5 de junio de 1954       |            | Carlos Ibáñez del Campo              |
| 39  |         | Óscar Herrera Palacios            | Ind.    | 5 de junio de 1954       | 24 de marzo de 1955      |            | Carlos Ibáñez del Campo              |
| 40  |         | Tobías Barros Ortiz               | Ind.    | 24 de marzo de 1955      | 6 de abril de 1955       |            | Carlos Ibáñez del Campo              |
| 41  |         | Kaare Olsen Nielsen               | Ind.    | 6 de abril de 1955       | 2 de junio de 1955       |            | Carlos Ibáñez del Campo              |
| -   |         | Óscar Herrera Palacios (interino) | Ind.    | 2 de junio de 1955       | 17 de agosto de 1955     |            | Carlos Ibáñez del Campo              |
| -   |         | Tobías Barros Ortiz               | Ind.    | 17 de agosto de 1955     | 18 de abril de 1956      |            | Carlos Ibáñez del Campo              |
| 42  |         | René Vidal Merino                 | Ind.    | 18 de abril de 1956      | 27 de agosto de 1956     |            | Carlos Ibáñez del Campo              |
| 43  |         | Francisco Bórquez Jopia           | Ind.    | 27 de agosto de 1956     | 23 de abril de 1957      |            | Carlos Ibáñez del Campo              |
| 44  |         | Manuel Quintana Oyarzún           | Ind.    | 23 de abril de 1957      | 28 de octubre de 1957    |            | Carlos Ibáñez del Campo              |
| 45  |         | Diego Barros Ortíz                | Militar | 28 de octubre de 1957    | 3 de noviembre de 1958   |            | Carlos Ibáñez del Campo              |
| 46  |         | Francisco Cereceda Cisternas      | PL      | 3 de noviembre de 1958   | 15 de septiembre de 1960 |            | Jorge Alessandri                     |
| 47  |         | Eduardo Moore Montero             | PL      | 15 de septiembre de 1960 | 5 de octubre de 1961     |            | Jorge Alessandri                     |
| 48  |         | Patricio Barros Alemparte         | PL      | 5 de octubre de 1961     | 26 de septiembre de 1963 |            | Jorge Alessandri                     |
| 49  |         | Alejandro Garretón Silva          | Ind.    | 26 de septiembre de 1963 | 3 de noviembre de 1964   |            | Jorge Alessandri                     |
| -   |         | Juan Gómez Millas                 | Ind.    | 3 de noviembre de 1964   | 17 de febrero de 1968    |            | Eduardo Frei Montalva                |
| 50  |         | William Thayer Arteaga            | PDC     | 17 de febrero de 1968    | 4 de marzo de 1968       |            | Eduardo Frei Montalva                |
| 51  |         | Máximo Pacheco Gómez              | PDC     | 4 de marzo de 1968       | 3 de noviembre de 1970   |            | Eduardo Frei Montalva                |
| 52  |         | Mario Astorga Gutiérrez           | PR      | 3 de noviembre de 1970   | 28 de enero de 1972      |            | Salvador Allende                     |
| -   |         | Alejandro Ríos Valdivia           | PR      | 28 de enero de 1972      | 17 de junio de 1972      |            | Salvador Allende                     |
| 53  |         | Aníbal Palma Fourcade             | PR      | 17 de junio de 1972      | 2 de noviembre de 1972   |            | Salvador Allende                     |
| 54  |         | Jorge Tapia Valdés                | PR      | 2 de noviembre de 1972   | 5 de julio de 1973       |            | Salvador Allende                     |
| 55  |         | Edgardo Enríquez Frodden          | PR      | 5 de julio de 1973       | 11 de septiembre de 1973 |            | Salvador Allende                     |
| 56  |         | José Navarro Tobar                | Ind.    | 12 de septiembre de 1973 | 27 de septiembre de 1973 |            | Augusto Pinochet Ugarte              |
| 57  |         | Hugo Castro Jiménez               | Militar | 27 de septiembre de 1973 | 16 de mayo de 1975       |            | Augusto Pinochet Ugarte              |
| 58  |         | Arturo Troncoso Daroch            | Militar | 16 de mayo de 1975       | 3 de diciembre de 1976   |            | Augusto Pinochet Ugarte              |
| 59  |         | Luis Niemann Núñez                | Militar | 3 de diciembre de 1976   | 26 de diciembre de 1978  |            | Augusto Pinochet Ugarte              |
| 60  |         | Gonzalo Vial Correa               | Ind.    | 26 de diciembre de 1978  | 14 de diciembre de 1979  |            | Augusto Pinochet Ugarte              |
| 61  |         | Alfredo Prieto Bafalluy           | Ind.    | 14 de diciembre de 1979  | 22 de abril de 1982      |            | Augusto Pinochet Ugarte              |
| 62  |         | Rigoberto Cruz Johnson            | Militar | 22 de abril de 1982      | 30 de agosto de 1982     |            | Augusto Pinochet Ugarte              |
| 63  |         | Álvaro Arriagada Norambuena       | Ind.    | 30 de agosto de 1982     | 14 de febrero de 1983    |            | Augusto Pinochet Ugarte              |
| 64  |         | Mónica Madariaga Gutiérrez        | Ind.    | 14 de febrero de 1983    | 19 de octubre de 1983    |            | Augusto Pinochet Ugarte              |
| 65  |         | Horacio Aránguiz Donoso           | Ind.    | 19 de octubre de 1983    | 29 de julio de 1985      |            | Augusto Pinochet Ugarte              |
| 66  |         | Sergio Gaete Rojas                | Ind.    | 29 de julio de 1985      | 11 de julio de 1987      |            | Augusto Pinochet Ugarte              |
| 67  |         | Juan Antonio Guzmán Molinari      | Ind.    | 11 de julio de 1987      | 5 de junio de 1989       |            | Augusto Pinochet Ugarte              |
| 68  |         | René Salamé Martín                | Ind.    | 5 de junio de 1989       | 11 de marzo de 1990      |            | Augusto Pinochet Ugarte              |
| 69  |         | Ricardo Lagos Escobar             | PPD     | 11 de marzo de 1990      | 28 de septiembre de 1992 |            | Patricio Aylwin Azócar               |
| 70  |         | Jorge Arrate Mac Niven            | PS      | 28 de septiembre de 1992 | 11 de marzo de 1994      |            | Patricio Aylwin Azócar               |
| 71  |         | Ernesto Schiefelbein Fuenzalida   | PDC     | 11 de marzo de 1994      | 20 de septiembre de 1994 |            | Eduardo Frei Ruiz-Tagle              |
| 72  |         | Sergio Molina Silva               | PDC     | 20 de septiembre de 1994 | 28 de septiembre de 1996 |            | Eduardo Frei Ruiz-Tagle              |
| 73  |         | José Pablo Arellano Marín         | PDC     | 28 de septiembre de 1996 | 11 de marzo de 2000      |            | Eduardo Frei Ruiz-Tagle              |
| 74  |         | Mariana Aylwin Oyarzún            | PDC     | 11 de marzo de 2000      | 3 de marzo de 2003       |            | Ricardo Lagos Escobar                |
| 75  |         | Sergio Bitar Chacra               | PPD     | 3 de marzo de 2003       | 14 de diciembre de 2005  |            | Ricardo Lagos Escobar                |
| 76  |         | Marigen Hornkohl Venegas          | PDC     | 14 de diciembre de 2005  | 11 de marzo de 2006      |            | Ricardo Lagos Escobar                |
| 77  |         | Martín Zilic Hrepic               | PDC     | 11 de marzo de 2006      | 14 de junio de 2006      |            | Michelle Bachelet Jeria              |
| 78  |         | Yasna Provoste Campillay          | PDC     | 14 de junio de 2006      | 17 de abril de 2008      |            | Michelle Bachelet Jeria              |
| 79  |         | Mónica Jiménez de la Jara         | PDC     | 17 de abril de 2008      | 11 de marzo de 2010      |            | Michelle Bachelet Jeria              |
| 80  |         | Joaquín Lavín Infante             | UDI     | 11 de marzo de 2010      | 18 de julio de 2011      |            | Sebastián Piñera Echenique           |
| 81  |         | Felipe Bulnes Serrano             | RN      | 18 de julio de 2011      | 29 de diciembre de 2011  |            | Sebastián Piñera Echenique           |
| 82  |         | Harald Beyer Burgos               | Ind.    | 29 de diciembre de 2011  | 22 de abril de 2013      |            | Sebastián Piñera Echenique           |
| 83  |         | Carolina Schmidt Zaldívar         | Ind.    | 22 de abril de 2013      | 11 de marzo de 2014      |            | Sebastián Piñera Echenique           |
| 84  |         | Nicolás Eyzaguirre Guzmán         | PPD     | 11 de marzo de 2014      | 27 de junio de 2015      |            | Michelle Bachelet Jeria              |
| 85  |         | Adriana Delpiano Puelma           | PPD     | 27 de junio de 2015      | 11 de marzo de 2018      |            | Michelle Bachelet Jeria              |
| 86  |         | Gerardo Varela Alfonso            | Ind.    | 11 de marzo de 2018      | 9 de agosto de 2018      |            | Sebastián Piñera Echenique           |
| 87  |         | Marcela Cubillos Sigall           | UDI     | 9 de agosto de 2018      | 28 de febrero de 2020    |            | Sebastián Piñera Echenique           |
| 88  |         | Raúl Figueroa Salas               | Ind.    | 28 de febrero de 2020    | 11 de marzo de 2022      |            | Sebastián Piñera Echenique           |
| 89  |         | Marco Antonio Ávila Lavanal       | RD      | 11 de marzo de 2022      | 16 de agosto de 2023     |            | Gabriel Boric Font                   |
| 90  |         | Nicolás Cataldo Astorga           | PCCh    | 16 de agosto de 2023     | en el cargo              |            | Gabriel Boric Font                   |

### Redes sociales
- Ministerio de Educación de Chile en X (antes Twitter)
- Ministerio de Educación de Chile en Instagram
- Ministerio de Educación de Chile en Facebook
- Ministerio de Educación de Chile en Flickr

- Datos: Q3079732